# Wereldkampioenschap voetbal vrouwen onder 20 - 2024
Het wereldkampioenschap voetbal vrouwen onder 20 van 2024 was de elfde editie van het wereldkampioenschap voetbal vrouwen onder 20. Het toernooi vond plaats van 31 augustus 2024 tot en met 22 september 2024 in vier stadions in Colombia. De zittend wereldkampioen was Spanje dat twee jaar eerder Japan versloeg met 3-1 in de finale. Het was het eerste WK -20 met vierentwintig teams. Noord-Korea was de winnaar van het toernooi.

## Gastlandselectie
Op 25 juni 2023 werd Colombia als gastland aangewezen op een FIFA  Council vergadering in Zürich, Zwitserland.

## Gekwalificeerde teams
Op 4 oktober 2023 besloot de FIFA om het deelnemersveld uit te breiden van zestien naar vierentwintig landen. Dit om aansluiting te zoeken bij de mannen waar hetzelfde aantal teams meedoet.
| Confederatie                                                   | Kwalficatietoernooi                                            | Gekwalificeerde land(en)                                   |
| -------------------------------------------------------------- | -------------------------------------------------------------- | ---------------------------------------------------------- |
| AFC (Azië)                                                     | Aziatisch voetbalkampioenschap voetbal vrouwen onder 19 - 2024 | Australië Japan Noord-Korea Zuid-Korea                     |
| CAF (Afrika)                                                   | Kwalficatietoernooi WK Afrika 2024                             | Kameroen Ghana Marokko Nigeria                             |
| CONCACAF (Noord- en Centraal-Amerika & Caribbean)              | Noord-Amerikaans voetbalkampioenschap vrouwen onder 20 - 2024  | Canada Costa Rica Verenigde Staten Mexico                  |
| CONMEBOL (Zuid-Amerika)                                        | Zuid-Amerikaans voetbalkampioenschap vrouwen onder 20 - 2024   | Colombia (gastland) Argentinië Brazilië Paraguay Venezuela |
| OFC (Oceanië)                                                  |                                                                |                                                            |
| Oceanisch voetbalkampioenschap voetbal vrouwen onder 19 - 2017 | Fiji Nieuw-Zeeland                                             |                                                            |
| UEFA (Europa)                                                  | Europees kampioenschap voetbal vrouwen onder 19 - 2023         | Oostenrijk Frankrijk Duitsland Nederland Spanje            |

## Stadions
- Bogota, Estadio El Campín, capaciteit 39.512.
- Bogota, Estadio Metropolitano de Techo, capaciteit 10.000
- Medellín, Estadio Atanasio Girardot, capaciteit 44.826.
- Cali, Estadio Pascual Guerrero, capaciteit 37.000.

## Loting
De loting vond plaats op 5 juni 2024 in Hall 74 in Bogota.

## Groepsfase
Na de loting voor de groepsfase werd bepaald welke landen op welke data en tijden elkaar treffen. Alle tijden zijn in COT (UTC−5).

### Groep A
| POS | Land      | M | W | G | V | DV | DT | DS | PT | Kwalificatie   |
| --- | --------- | - | - | - | - | -- | -- | -- | -- | -------------- |
| 1   | Colombia  | 3 | 3 | 0 | 0 | 4  | 0  | +4 | 9  | Achtste finale |
| 2   | Mexico    | 3 | 1 | 1 | 1 | 4  | 3  | +1 | 4  | Achtste finale |
| 3   | Kameroen  | 3 | 1 | 1 | 1 | 4  | 3  | +1 | 4  | Achtste finale |
| 4   | Australië | 3 | 0 | 0 | 3 | 0  | 6  | −6 | 0  |                |

|                        |              |                  |                        |                                                                   |
| 31 augustus 2024 15:00 | Kameroen     | 2 – 2            | Mexico                 | Estadio El Campín, Bogota Scheidsrechter: Huerta de Aza ( Spanje) |
| 31 augustus 2024 15:00 | Eto 52', 85' | Wedstrijdverslag | Garcia 3' Saldívar 40' | Estadio El Campín, Bogota Scheidsrechter: Huerta de Aza ( Spanje) |

|                        |                       |                  |           |                                                                |
| 31 augustus 2018 18:00 | Colombia              | 2 – 0            | Australië | Estadio El Campín, Bogota Scheidsrechter: Martinčić ( Kroatië) |
| 31 augustus 2018 18:00 | Lopez 58' Caicedo 76' | Wedstrijdverslag |           | Estadio El Campín, Bogota Scheidsrechter: Martinčić ( Kroatië) |

|                        |                         |                  |           |                                                               |
| 3 september 2024 20:00 | Mexico                  | 2 – 0            | Australië | Estadio El Campín, Bogota Scheidsrechter: Zambrano ( Ecuador) |
| 3 september 2024 20:00 | Servin 57' Lomeli 90+1' | Wedstrijdverslag | Johnson   | Estadio El Campín, Bogota Scheidsrechter: Zambrano ( Ecuador) |

|                        |           |                  |          |                                                                   |
| 3 september 2018 19:30 | Colombia  | 1 – 0            | Kameroen | Estadio El Campín, Bogota Scheidsrechter: Sole Ferrieri ( Italië) |
| 3 september 2018 19:30 | Munoz 68' | Wedstrijdverslag |          | Estadio El Campín, Bogota Scheidsrechter: Sole Ferrieri ( Italië) |

|                        |        |                  |                |                                                                            |
| 6 september 2024 20:00 | Mexico | 0 – 1            | Colombia       | Estadio Atanasio Girardot, Medellín Scheidsrechter: Demetrescu ( Roemenië) |
| 6 september 2024 20:00 |        | Wedstrijdverslag | Espilaleta 38' | Estadio Atanasio Girardot, Medellín Scheidsrechter: Demetrescu ( Roemenië) |

|                        |           |                  |                                 |                                                                     |
| 6 september 2024 20:00 | Australië | 0 – 2            | Kameroen                        | Estadio El Campín, Bogota Scheidsrechter: Simon ( Verenigde Staten) |
| 6 september 2024 20:00 |           | Wedstrijdverslag | Achta Toko 45+4' Nsjoah Eto 61' | Estadio El Campín, Bogota Scheidsrechter: Simon ( Verenigde Staten) |

### Groep B
| POS | Land      | M | W | G | V | DV | DT | DS  | PT | Kwalificatie   |
| --- | --------- | - | - | - | - | -- | -- | --- | -- | -------------- |
| 1   | Brazilië  | 3 | 3 | 0 | 0 | 14 | 0  | +14 | 9  | Achtste finale |
| 2   | Frankrijk | 3 | 1 | 1 | 1 | 14 | 6  | +8  | 4  | Achtste finale |
| 3   | Canada    | 3 | 1 | 1 | 1 | 12 | 5  | +7  | 4  | Achtste finale |
| 4   | Fiji      | 3 | 0 | 0 | 3 | 0  | 29 | -29 | 0  |                |

|                        |                              |                  |                                  |                                                                     |
| 31 augustus 2024 15:00 | Frankrijk                    | 3 – 3            | Canada                           | Estadio Atanasio Girardot, Medellín Scheidsrechter: Fangyu ( China) |
| 31 augustus 2024 15:00 | Scannapiéco 8', 49' Diaz 67' | Wedstrijdverslag | Rose 4' Markesini 22' Chukwu 84' | Estadio Atanasio Girardot, Medellín Scheidsrechter: Fangyu ( China) |

|                        | |       |      |                                                                                  |
| 31 augustus 2024 18:00 | Brazilië                                                                                              | 9 – 0 | Fiji | Estadio Atanasio Girardot, Medellín Scheidsrechter: Sobers ( Trinidad en Tobago) |
| 31 augustus 2024 18:00 | Lara 4' Vitória Amaral 9', 24' Vendito 27', 28' Priscila 49' (pen) Milena 77' Fernanda 82' Gisele 86' |       |      | Estadio Atanasio Girardot, Medellín Scheidsrechter: Sobers ( Trinidad en Tobago) |

|                        |           |                  |                              |                                                                      |
| 3 september 2024 17:00 | Frankrijk | 0 – 3            | Brazilië                     | Estadio Atanasio Girardot, Medellín Scheidsrechter: Oh ( Zuid-Korea) |
| 3 september 2024 17:00 |           | Wedstrijdverslag | Vendito 7', 19' Priscila 75' | Estadio Atanasio Girardot, Medellín Scheidsrechter: Oh ( Zuid-Korea) |

|                        |      |                                                                          |        |                                                                           |
| 3 september 2024 20:00 | Fiji | 0 – 9                                                                    | Canada | Estadio Atanasio Girardot, Medellín Scheidsrechter: El-Maghrabi ( Egypte) |
| 3 september 2024 20:00 |      | Smith 7', 28' Chukwu 24', 34', 41' Briggs 32', 35' Ottey 54' McBride 67' |        | Estadio Atanasio Girardot, Medellín Scheidsrechter: El-Maghrabi ( Egypte) |

|                        |      | |           |                                                                         |
| 6 september 2024 17:00 | Fiji | 0 – 11 | Frankrijk | Estadio Atanasio Girardot, Medellín Scheidsrechter: Zembrano ( Ecuador) |
| 6 september 2024 17:00 |      | Lejeune 2' Joseph 10', 45+3', 55', 80' Neller 14' Rekha 15' (e.d.) Haigou 41' Scannapiéco 49', 54' Melinda Mendy 90+5' |           | Estadio Atanasio Girardot, Medellín Scheidsrechter: Zembrano ( Ecuador) |

|                        |        |                  |                         |                                                                   |
| 6 september 2024 17:00 | Canada | 0 – 2            | Brazilië                | Estadio El Campín, Bogota Scheidsrechter: Sole Ferrieri ( Italië) |
| 6 september 2024 17:00 |        | Wedstrijdverslag | Vendito 35' Carol 90+9' | Estadio El Campín, Bogota Scheidsrechter: Sole Ferrieri ( Italië) |

### Groep C
| POS | Land             | M | W | G | V | DV | DT | DS | PT | Kwalificatie   |
| --- | ---------------- | - | - | - | - | -- | -- | -- | -- | -------------- |
| 1   | Spanje           | 3 | 3 | 0 | 0 | 5  | 0  | +5 | 9  | Achtste finale |
| 2   | Verenigde Staten | 3 | 2 | 0 | 1 | 9  | 1  | +8 | 6  | Achtste finale |
| 3   | Paraguay         | 2 | 1 | 0 | 2 | 2  | 9  | -7 | 3  |                |
| 4   | Marokko          | 2 | 0 | 0 | 3 | 0  | 6  | -6 | 0  |                |

|                        |            |                  |                  |                                                                     |
| 1 september 2024 15:00 | Spanje     | 1 – 0            | Verenigde Staten | Estadio Pascual Guerrero, Cali Scheidsrechter: Fernández ( Uruguay) |
| 1 september 2024 15:00 | Enrique 8' | Wedstrijdverslag |                  | Estadio Pascual Guerrero, Cali Scheidsrechter: Fernández ( Uruguay) |

|                        |                       |       |         |                                                                       |
| 1 september 2018 18:00 | Paraguay              | 2 – 0 | Marokko | Estadio Pascual Guerrero, Cali Scheidsrechter: Demetrescu ( Roemenië) |
| 1 september 2018 18:00 | Acosta 37', 56' (pen) |       |         | Estadio Pascual Guerrero, Cali Scheidsrechter: Demetrescu ( Roemenië) |

|                        |                  |                  |          |                                                                |
| 4 september 2024 17:00 | Spanje           | 2 – 0            | Paraguay | Estadio Pascual Guerrero, Cali Scheidsrechter: Fangyu ( China) |
| 4 september 2024 17:00 | Amezage 20', 37' | Wedstrijdverslag |          | Estadio Pascual Guerrero, Cali Scheidsrechter: Fangyu ( China) |

|                        |         |                  |                             |                                                                 |
| 4 september 2024 19:30 | Marokko | 0 – 2            | Verenigde Staten            | Estadio Pascual Guerrero, Cali Scheidsrechter: Daza ( Colombia) |
| 4 september 2024 19:30 |         | Wedstrijdverslag | McCormack 48' Dahlien 90+6' | Estadio Pascual Guerrero, Cali Scheidsrechter: Daza ( Colombia) |

|                        |         |                  |                                |                                                                 |
| 7 september 2024 18:00 | Marokko | 0 - 2            | Spanje                         | Estadio Pascual Guerrero, Cali Scheidsrechter: Oh ( Zuid-Korea) |
| 7 september 2024 18:00 |         | Wedstrijdverslag | Aparicio 5' Gonzalez Moral 89' | Estadio Pascual Guerrero, Cali Scheidsrechter: Oh ( Zuid-Korea) |

|                        |                                                                         |                  |          |                                                                                      |
| 13 augustus 2018 13:30 | Verenigde Staten                                                        | 7 - 0            | Paraguay | Estadio Metropolitano de Techo, Bogota Scheidsrechter: Projkovska ( Noord-Macedonië) |
| 13 augustus 2018 13:30 | Tordin 10', 12', 67' Thompson 29' McCormack 44' Sentnor 52' Dahlien 83' | Wedstrijdverslag |          | Estadio Metropolitano de Techo, Bogota Scheidsrechter: Projkovska ( Noord-Macedonië) |

### Groep D
| POS | Land       | M | W | G | V | DV | DT | DS | PT | Kwalificatie    |
| --- | ---------- | - | - | - | - | -- | -- | -- | -- | --------------- |
| 1   | Duitsland  | 3 | 2 | 0 | 1 | 8  | 4  | +4 | 6  | Achtste finales |
| 2   | Nigeria    | 3 | 2 | 0 | 1 | 6  | 3  | +3 | 6  | Achtste finales |
| 3   | Zuid-Korea | 3 | 1 | 1 | 1 | 1  | 1  | 0  | 4  | Achtste finales |
| 4   | Venezuela  | 3 | 0 | 1 | 2 | 2  | 9  | -7 | 1  |                 |

|                        |                                                             |       |                                   |                                                                                  |
| 1 september 2024 15:00 | Duitsland                                                   | 5 – 2 | Venezuela                         | Estadio Metropolitano de Techo, Bogota Scheidsrechter: Simon ( Verenigde Staten) |
| 1 september 2024 15:00 | Steiner 15' Bender 38' (pen) 45+6' Nachtigall 44' Zicai 56' |       | Adamczyk 43' (e.d.) Apóstol 90+5' | Estadio Metropolitano de Techo, Bogota Scheidsrechter: Simon ( Verenigde Staten) |

|                        |               |       |            |                                                                            |
| 1 september 2024 18:00 | Nigeria       | 1 – 0 | Zuid-Korea | Estadio Metropolitano de Techo, Bogota Scheidsrechter: Hernández ( Mexico) |
| 1 september 2024 18:00 | Sabastine 86' |       |            | Estadio Metropolitano de Techo, Bogota Scheidsrechter: Hernández ( Mexico) |

|                        |                                     |                  |                |                                                                             |
| 4 september 2024 17:00 | Duitsland                           | 3 – 1            | Nigeria        | Estadio Metropolitano de Techo, Bogota Scheidsrechter: Gramajo ( Guatemala) |
| 4 september 2024 17:00 | Şehitler 17' Zdebel 61' Ernst 90+3' | Wedstrijdverslag | Okwuchukwu 50' | Estadio Metropolitano de Techo, Bogota Scheidsrechter: Gramajo ( Guatemala) |

|                        |                  |       |           |                                                                                     |
| 4 september 2024 17:00 | Zuid-Korea       | 0 – 0 | Venezuela | Estadio Metropolitano de Techo, Bogota Scheidsrechter: Sobers ( Trinidad en Tobago) |
| 4 september 2024 17:00 | Wedstrijdverslag |       |           | Estadio Metropolitano de Techo, Bogota Scheidsrechter: Sobers ( Trinidad en Tobago) |

|                        |           |                  |                                                        |                                                                                |
| 7 september 2024 15:00 | Venezuela | 0 - 4            | Nigeria                                                | Estadio Metropolitano de Techo, Bogota Scheidsrechter: Huerta de Aza ( Spanje) |
| 7 september 2024 15:00 |           | Wedstrijdverslag | Bello 16' Okwuchukwu 28' Sabastine 45+5' Igbokwe 90+4' | Estadio Metropolitano de Techo, Bogota Scheidsrechter: Huerta de Aza ( Spanje) |

|                         |            |                  |           |                                                                     |
| 7 september 20124 15:00 | Zuid-Korea | 1 - 0            | Duitsland | Estadio Pascual Guerrero, Cali Scheidsrechter: Fernández ( Uruguay) |
| 7 september 20124 15:00 | Park 22'   | Wedstrijdverslag |           | Estadio Pascual Guerrero, Cali Scheidsrechter: Fernández ( Uruguay) |

### Groep E
| POS | Land          | M | W | G | V | DV | DT | DS  | PT | Kwalificatie   |
| --- | ------------- | - | - | - | - | -- | -- | --- | -- | -------------- |
| 1   | Japan         | 3 | 3 | 0 | 0 | 13 | 1  | +12 | 9  | Achtste finale |
| 2   | Oostenrijk    | 3 | 2 | 0 | 1 | 5  | 4  | +1  | 6  | Achtste finale |
| 3   | Ghana         | 3 | 1 | 0 | 2 | 5  | 7  | -2  | 3  |                |
| 4   | Nieuw-Zeeland | 3 | 0 | 0 | 3 | 2  | 13 | -11 | 0  |                |

|                        |                |                  |                           |                                                                                |
| 2 september 2024 17:00 | Ghana          | 1 – 2            | Oostenrijk                | Estadio Metropolitano de Techo, Bogota Scheidsrechter: Bernatskaia ( Kirgizië) |
| 2 september 2024 17:00 | Nyamekye 90+1' | Wedstrijdverslag | Fankhauser 12' Ojukwu 71' | Estadio Metropolitano de Techo, Bogota Scheidsrechter: Bernatskaia ( Kirgizië) |

|                        |                                                                    |       |               |                                                                         |
| 2 september 2024 20:00 | Japan                                                              | 7 – 0 | Nieuw-Zeeland | Estadio Metropolitano de Techo, Bogota Scheidsrechter: Rissios ( Chili) |
| 2 september 2024 20:00 | Hijikata 16', 38' Sasai 41', 90+1' Oyama 45' Koyama 60' Hayama 75' |       |               | Estadio Metropolitano de Techo, Bogota Scheidsrechter: Rissios ( Chili) |

|                        |                                                    |                  |                           |                                                                            |
| 5 september 2024 17:00 | Japan                                              | 4 – 1            | Ghana                     | Estadio Metropolitano de Techo, Bogota Scheidsrechter: Hernández ( Mexico) |
| 5 september 2024 17:00 | Sasai 45' Matsukubo 45+6' Hayama 50' Matsunaga 90' | Wedstrijdverslag | Stella Nyamekye 83' (pen) | Estadio Metropolitano de Techo, Bogota Scheidsrechter: Hernández ( Mexico) |

|                        |                           |                  |                      |                                                                           |
| 5 september 2024 20:00 | Oostenrijk                | 3 – 1            | Nieuw-Zeeland        | Estadio Metropolitano de Techo, Bogota Scheidsrechter: Konan ( Ivoorkust) |
| 5 september 2024 20:00 | Gutmann 10', 15' Madl 67' | Wedstrijdverslag | Pijnenburg Clegg 90' | Estadio Metropolitano de Techo, Bogota Scheidsrechter: Konan ( Ivoorkust) |

|                        |            |                  |                        |                                                                              |
| 8 september 2024 18:00 | Oostenrijk | 0 – 2            | Japan                  | Estadio Metropolitano de Techo, Bogota Scheidsrechter: El-Maghrabi ( Egypte) |
| 8 september 2024 18:00 |            | Wedstrijdverslag | Maya Hijikata 38', 79' | Estadio Metropolitano de Techo, Bogota Scheidsrechter: El-Maghrabi ( Egypte) |

|                         |               |                  |                             |                                                                 |
| 7 september 20124 18:00 | Nieuw-Zeeland | 1 – 3            | Ghana                       | Estadio Pascual Guerrero, Cali Scheidsrechter: Daza ( Colombia) |
| 7 september 20124 18:00 | Elliott 64'   | Wedstrijdverslag | Abdulai 59', 72' Twum 90+6' | Estadio Pascual Guerrero, Cali Scheidsrechter: Daza ( Colombia) |

### Groep F
| POS | Land        | M | W | G | V | DV | DT | DS  | PT | Kwalificatie   |
| --- | ----------- | - | - | - | - | -- | -- | --- | -- | -------------- |
| 1   | Noord-Korea | 3 | 3 | 0 | 0 | 17 | 2  | +15 | 9  | Achtste finale |
| 2   | Nederland   | 3 | 1 | 1 | 1 | 5  | 5  | 0   | 4  | Achtste finale |
| 3   | Argentinië  | 3 | 1 | 1 | 1 | 6  | 9  | -3  | 4  | Achtste finale |
| 4   | Costa Rica  | 3 | 0 | 0 | 3 | 0  | 11 | -12 | 0  |                |

|                        |                                                                  |                  |                  |                                                                             |
| 2 september 2024 15:00 | Noord-Korea                                                      | 6 – 2            | Argentinië       | Estadio Pascual Guerrero, Cali Scheidsrechter: Pojkovksa ( Noord-Macedonië) |
| 2 september 2024 15:00 | Pak 6' Jon 10' Aprile 45+2' (e.d.) Hyang 47' Choe 75' Choe 90+2' | Wedstrijdverslag | Nunez 45+5', 82' | Estadio Pascual Guerrero, Cali Scheidsrechter: Pojkovksa ( Noord-Macedonië) |

|                        |            |                  |                               |                                                                   |
| 2 september 2024 20:00 | Costa Rica | 0 – 2            | Nederland                     | Estadio Pascual Guerrero, Cali Scheidsrechter: Konan ( Ivoorkust) |
| 2 september 2024 20:00 |            | Wedstrijdverslag | Buurman 24' Oude Elberink 76' | Estadio Pascual Guerrero, Cali Scheidsrechter: Konan ( Ivoorkust) |

|                        |                                                                                 |                  |            |                                                                 |
| 5 september 2024 17:00 | Noord-Korea                                                                     | 9 – 0            | Costa Rica | Estadio Pascual Guerrero, Cali Scheidsrechter: Rissios ( Chili) |
| 5 september 2024 17:00 | Benavides 6' (e.d.) Chae 8' Choe 28', 34' Pak 43' Kim 49', 55' Kum 69' Choe 85' | Wedstrijdverslag |            | Estadio Pascual Guerrero, Cali Scheidsrechter: Rissios ( Chili) |

|                        |                                          |                  |                                  |                                                                        |
| 5 september 2024 20:00 | Nederland                                | 3 – 3            | Argentinië                       | Estadio Pascual Guerrero, Cali Scheidsrechter: Bernatskaia ( Kirgizië) |
| 5 september 2024 20:00 | Buurman 16' Van Egmond 38' Lacroix 45+2' | Wedstrijdverslag | Dominguez 43' Rodriguez 48', 71' | Estadio Pascual Guerrero, Cali Scheidsrechter: Bernatskaia ( Kirgizië) |

|                        |           |                  |                    |                                                                     |
| 8 september 2024 15:00 | Nederland | 0 – 2            | Noord-Korea        | Estadio Pascual Guerrero, Cali Scheidsrechter: Gramajo ( Guatemala) |
| 8 september 2024 15:00 |           | Wedstrijdverslag | Choe 45+2' Kum 64' | Estadio Pascual Guerrero, Cali Scheidsrechter: Gramajo ( Guatemala) |

|                         |            |                  |            |                                                                        |
| 8 september 20124 15:00 | Argentinië | 1 – 0            | Costa Rica | Estadio Metropolitano de Techo, Bogota Scheidsrechter: Fangyu ( China) |
| 8 september 20124 15:00 | Núñez 18'  | Wedstrijdverslag |            | Estadio Metropolitano de Techo, Bogota Scheidsrechter: Fangyu ( China) |

### Stand beste nummers drie
| Pos | Grp | Team       | Wed | W | G | V | Ptn | DV | DT | +/− | Kwalificatie          |
| --- | --- | ---------- | --- | - | - | - | --- | -- | -- | --- | --------------------- |
| 1   | B   | Canada     | 3   | 1 | 1 | 1 | 4   | 12 | 5  | +7  | Naar de knock-outfase |
| 2   | A   | Kameroen   | 3   | 1 | 1 | 1 | 4   | 4  | 3  | +1  | Naar de knock-outfase |
| 3   | D   | Zuid-Korea | 3   | 1 | 1 | 1 | 4   | 1  | 1  | 0   | Naar de knock-outfase |
| 4   | F   | Argentinië | 3   | 1 | 1 | 1 | 4   | 6  | 9  | −3  | Naar de knock-outfase |
| 5   | E   | Ghana      | 3   | 1 | 0 | 2 | 3   | 5  | 7  | −2  |                       |
| 6   | C   | Paraguay   | 3   | 1 | 0 | 2 | 3   | 2  | 9  | −7  |                       |

## Eindronde

### Achtste finales
|                         |                                        |                             |          |                                                                         |
| 11 september 2024 16:30 | Brazilië                               | 1 - 1 (3 - 1 na verlenging) | Kameroen | Estadio El Campín, Bogota Scheidsrechter: Maria Sole Ferrieri ( Italië) |
| 11 september 2024 16:30 | Priscila 35' (pen) Dudinha 91', 120+4' | Wedstrijdverslag            | Eto 22'  | Estadio El Campín, Bogota Scheidsrechter: Maria Sole Ferrieri ( Italië) |

|                         |                        |                  |            |                                                                 |
| 11 september 2024 16:30 | Spanje                 | 2 - 1            | Canada     | Estadio Pascual Guerrero, Cali Scheidsrechter: Oh ( Zuid-Korea) |
| 11 september 2024 16:30 | Amezaga 65' Lloris 81' | Wedstrijdverslag | 63' Jourde | Estadio Pascual Guerrero, Cali Scheidsrechter: Oh ( Zuid-Korea) |

|                         |                         |                             |                                           |                                                                  |
| 11 september 2024 20:00 | Mexico                  | 2 - 2 (2 - 3 na verlenging) | Verenigde Staten                          | Estadio El Campín, Bogota Scheidsrechter: Demetrescu ( Roemenië) |
| 11 september 2024 20:00 | Vargas 22' Saldívar 39' | Wedstrijdverslag            | 10' Tordin 27' Sentnor 97' Dudley Jackson | Estadio El Campín, Bogota Scheidsrechter: Demetrescu ( Roemenië) |

|                         |             |                  |            |                                                                        |
| 11 september 2024 20:00 | Colombia    | 1 - 0            | Zuid-Korea | Estadio Pascual Guerrero, Cali Scheidsrechter: Huerta de Aza ( Spanje) |
| 11 september 2024 20:00 | Caicedo 64' | Wedstrijdverslag |            | Estadio Pascual Guerrero, Cali Scheidsrechter: Huerta de Aza ( Spanje) |

|                         |                                                    |                  |              |                                                                              |
| 12 september 2024 16:30 | Duitsland                                          | 5 - 1            | Argentinië   | Estadio Metropolitano de Techo, Bogota Scheidsrechter: El-Maghrabi ( Egypte) |
| 12 september 2024 16:30 | Janzen 6' Nachtigall 25', 37' Bender 37' Zicai 69' | Wedstrijdverslag | 43' Lombardi | Estadio Metropolitano de Techo, Bogota Scheidsrechter: El-Maghrabi ( Egypte) |

|                         |                                          |                  |                                |                                                                      |
| 12 september 2024 16:30 | Noord-Korea                              | 5 - 2            | Oostenrijk                     | Estadio Atanasio Girardot, Medellín Scheidsrechter: Rissios ( Chili) |
| 12 september 2024 16:30 | Hyang 3', 37' Kim 53' Chae 74' Pak 90+2' | Wedstrijdverslag | 11' Madl Ojukwu 63' (e.d.) Han | Estadio Atanasio Girardot, Medellín Scheidsrechter: Rissios ( Chili) |

|                         |                            |                  |                 |                                                                                  |
| 12 september 2024 20:00 | Japan                      | 2 - 1            | Nigeria         | Estadio Metropolitano de Techo, Bogota Scheidsrechter: Simon ( Verenigde Staten) |
| 12 september 2024 20:00 | Matsunaga 33' Hijikata 65' | Wedstrijdverslag | 90+1' Shobowale | Estadio Metropolitano de Techo, Bogota Scheidsrechter: Simon ( Verenigde Staten) |

|                         |             |                             |                             |                                                                          |
| 12 september 2024 20:00 | Frankrijk   | 1 - 1 (1 - 2 na verlenging) | Nederland                   | Estadio Atanasio Girardot, Medellín Scheidsrechter: Martinčić ( Kroatië) |
| 12 september 2024 20:00 | Mossard 33' | Wedstrijdverslag            | 59' Van Beijeren 103' Stoit | Estadio Atanasio Girardot, Medellín Scheidsrechter: Martinčić ( Kroatië) |

### Kwartfinales
|                         |          |                  |             |                                                                             |
| 15 september 2024 14:30 | Brazilië | 0 - 1            | Noord-Korea | Estadio Atanasio Girardot, Medellín Scheidsrechter: Huerta de Aza ( Spanje) |
| 15 september 2024 14:30 |          | Wedstrijdverslag | 49' Chae    | Estadio Atanasio Girardot, Medellín Scheidsrechter: Huerta de Aza ( Spanje) |

|                         |                                               |                                |                                |                                                                |
| 15 september 2024 14:30 | Nederland                                     | 2 - 2 (3 - 0 na strafschoppen) | Colombia                       | Estadio Pascual Guerrero, Cali Scheidsrechter: Fangyu ( China) |
| 15 september 2024 14:30 | Stoit 37' Weiman 85' De Ridder Kroese Buikema | Wedstrijdverslag               | 14', 63' Torres Osorio Ortegón | Estadio Pascual Guerrero, Cali Scheidsrechter: Fangyu ( China) |

|                         |                                                   |                              |                                                                |                                                                 |
| 15 september 2024 18:00 | Verenigde Staten                                  | 2-2 (3 - 1 na strafschoppen) | Duitsland                                                      | Estadio Pascual Guerrero, Cali Scheidsrechter: Oh ( Zuid-Korea) |
| 15 september 2024 18:00 | Dudley 90+8' Sentnor 90+9' Sentnor Klenke Jackson | Wedstrijdverslag             | 61' (pen) Zicai 90+2' Bender Jella Veit Platner Diehm Şehitler | Estadio Pascual Guerrero, Cali Scheidsrechter: Oh ( Zuid-Korea) |

|                         |             |                             |        |                                                                          |
| 15 september 2024 18:00 | Japan       | 0 - 0 (1 - 0 na verlenging) | Spanje | Estadio Atanasio Girardot, Medellín Scheidsrechter: Fernández ( Uruguay) |
| 15 september 2024 18:00 | Yoneda 102' | Wedstrijdverslag            |        | Estadio Atanasio Girardot, Medellín Scheidsrechter: Fernández ( Uruguay) |

### Halve finales
|                         |                  |                  |             |                                                                     |
| 18 september 2024 16:30 | Verenigde Staten | 0 - 1            | Noord-Korea | Estadio Pascual Guerrero, Cali Scheidsrechter: Martinĉić ( Kroatië) |
| 18 september 2024 16:30 |                  | Wedstrijdverslag | 22' Choe    | Estadio Pascual Guerrero, Cali Scheidsrechter: Martinĉić ( Kroatië) |

|                         |                    |                  |           |                                                                    |
| 18 september 2024 20:00 | Japan              | 2 - 0            | Nederland | Estadio Pascual Guerrero, Cali Scheidsrechter: Hernández ( Mexico) |
| 18 september 2024 20:00 | Matsukubo 55', 83' | Wedstrijdverslag |           | Estadio Pascual Guerrero, Cali Scheidsrechter: Hernández ( Mexico) |

### Wedstrijd om 3e/4e plaats
|                         |                                 |                             |             |                                                                                      |
| 21 september 2024 16:00 | Verenigde Staten                | 1 - 1 (2 - 1 na verlenging) | Nederland   | Estadio El Campín, Bogota Toeschouwers: 11.008 Scheidsrechter: El-Maghrabi ( Egypte) |
| 21 september 2024 16:00 | Sentnor 10' Buikema 119' (e.d.) | Wedstrijdverslag            | 26' Lacroix | Estadio El Campín, Bogota Toeschouwers: 11.008 Scheidsrechter: El-Maghrabi ( Egypte) |

### Finale
|                         |                 |                  |       |                                                                         |
| 22 september 2024 16:00 | Noord-Korea     | 1 – 0            | Japan | Estadio El Campín, Bogota Scheidsrechter: Maria Sole Ferrieri ( Italië) |
| 22 september 2024 16:00 | Choe Il-son 15' | Wedstrijdverslag |       | Estadio El Campín, Bogota Scheidsrechter: Maria Sole Ferrieri ( Italië) |

| Winnaar Wereldkampioenschap voetbal vrouwen onder 20 – 2024 |
| ----------------------------------------------------------- |
|                                                             |
| NOORD-KOREA 3e titel                                        |

## Statistieken

### Doelpuntenmaaksters
6 doelpunten
- Choe Il-son

5 doelpunten
- Vendito
- Maya Hijikata

4 doelpunten
- Annabelle Chukwu
- Naomi Eto
- Loreen Bender
- Liana Joseph
- Dona Scannapiéco
- Pietra Tordin

3 doelpunten
- Kishi Nunez
- Priscila
- Sophie Nachtigall
- Cora Zicai
- Manaka Matsukubo
- Chinari Sasai
- Chae Un-yong
- Pak Mi-Ryong
- Sin Hyang
- Jone Amezaga
- Ally Sentnor

2 doelpunten
- Rodriguez
- Sarah Gutmann
- Valentina Mädl
- Vitória Amaral
- Kayla Briggs
- Olivia Smith
- Linda Caicedo
- Salamatu Abdulai
- Stella Nyamekye
- Miku Hayama
- Miyu Matsunaga
- Veerle Buurman
- Robine Lacroix
- Fleur Stoit
- Chiamaka Okwuchukwu
- Flourish Sabastine
- Fátima Acosta
- Choe Kang-Ryon
- Jong Kum
- Kim Song-gyong
- Maddie Dahlien
- Jordynn Dudley
- Yuna McCormack

1 doelpunt
- Sofía Domínguez
- Delfina Lombardi
- Hannah Fankhauser
- Nicole Ojukwu
- Carol
- Fernanda
- Gisele
- Lara
- Milena
- Florianne Jourde
- Zoe Markesini
- Ella McBride
- Ella Ottey
- Nyah Rose
- Achta Toko Njoya
- Mary Espitaleta
- Yunaira López
- Yesica Munoz
- Hillary Diaz
- Paulina Haugou
- Romane Lejeune
- Mélinda Mendy
- Juliette Mossard
- Chloé Neller
- Sarah Ernst
- Mathilde Janzen
- Alara Şehitler
- Marie Steiner
- Sofie Zdebel
- Tracey Twum
- Shinomi Koyama
- Aemu Oyama
- Hiromi Yoneda
- Park Soo-Jeong
- Paola García
- Alejandra Lomeli
- Montserrat Saldívar
- Fatima Servin
- Valerie Vargas
- Jet van Beijeren
- Bo van Egmond
- Eva Oude Elberink
- Inske Weiman
- Amina Bello
- Joy Igbokwe
- Milly Clegg
- Manaia Elliott
- Jon Ryong-Jon
- Kim Kang-mi
- Nahia Aparicio
- Olaya Enrique
- Silvia Lloris
- Lucía Moral
- Gisele Thompson
- Floriangel Apóstol

1 eigen doelpunt
- Pauline Aprile (tegen  Noord-Korea)
- Saray Benavides (tegen  Noord-Korea)
- Angeline Rekha (tegen  Frankrijk)
- Rebecca Adamczyk (tegen  Venezuela)
- Jella Veit (tegen  Verenigde Staten)
- Nayomi Buikema (tegen  Verenigde Staten)
- Han Hong-ryon (tegen  Oostenrijk)
- Heather Gilchrist (tegen  Mexico)